# Напо (провинция)
Напо (на испански: Napo) е една от 24-те провинции на южноамериканската държава Еквадор. Разположена е в централната част на страната. Общата площ на провинцията е 12 483,40 км², а населението е 131 000 жители (по изчисления за 2019 г.). Провинцията е разделена на 5 кантона:
- Ел Чако
- Карлос Хулио Аросемена Тола
- Тена
- Кихос
- Арчидона